# 노부스 호모
노부스 호모(라틴어: novus homo, 복수형: novi homines)는 로마 공화정 후기에 조상 중 고위 공직자를 가지지 않고, 집정관에 취임한 사람을 말한다. 라틴어로 ‘새로운 사람’이라는 의미이며, ‘신인’, ‘신참’, ‘새내기’ 등으로 번역할 수 있다. 호모 노부스(homo novus)다.

## 개요
로마 공화정 사회 초기에는 원로원 의원과 각 공직은 혈통 귀족인 파트리키가 독점하고 있었지만, 세력을 늘린 플레브스도 신분 투쟁을 거쳐 이러한 지위에 취임하게 되었다. 그렇다고 해도 로마 사회에서는 모든 성인 남성에게 원로원 의원의 길이 열려 있었다고는 말하기 어려웠고, 실질적으로는 기존의 파트리키 이외에 부유한 상층 플레브스만 원로원을 구성했다. 이러한 원로원을 구성하는 파트리키와 상층 플레브스가 일체화 된 것이 노빌레스라고 하였으며 공화정 중기 이후 노빌레스 가문 출신이 아닌 사람이 로마의 지배 계층에 참가하는 것은 어려워졌다. 이러한 상황에서 그 어려움을 극복하고 노빌레스 가문 출신 이외의 지배 계층에 참가한 자, 구체적으로는 최고위 공직인 집정관이 된 사람을 ‘노부스 호모’라고 부른다.
노부스 호모의 정의는 노빌레스의 정의에 따라 달라지게 된다. 어느 시대까지 지배 계층에 참여한 사람이 노빌레스에 포함되었는지, 어느 시대 이후 노빌레스에 포함되지 않고 노부스 호모로 취급되는 지에 대해 명확한 구분은 어렵다. 그러나 대개 조상 중에 집정관급 공직자를 배출한 적이 플레브스 계열의 가문 출신이 노부스 호모로 정의된다. 대표적인 인물로는 가이우스 마리우스와 마르쿠스 툴리우스 키케로가 꼽힌다.
신인들은 공직자 선거 등에서는 노빌레스 후보에게 불리했던 것으로 알려져 있다. 그러나 로마 제국의 제정기로 접어들면서 황제를 중심으로 한 지배 구조 안에서 신분의 유동화도 볼 수 있었고, 공화정 기간만큼 특별한 존재가 없어졌다.

## 주요 인물
- 루키우스 뭄미우스
- 대 카토
- 마르쿠스 툴리우스 키케로
- 가이우스 마리우스
- 타키투스
- 가이우스 플라미니우스

## 같이 보기
- 영웅 판타지